# Thermoflexibacter ruber
Thermoflexibacter ruber ist eine Art von Bakterien, die zu der Abteilung der Bacteroidetes gehört.

## Erscheinungsbild
Thermoflexibacter ruber bildet lange Zellfäden mit einer Länge von mehr als 50 µm. Flagellen sind nicht vorhanden, das Bakterium kann sich aber durch gleitend bewegen („gliding motility“). Sporen werden nicht gebildet. Der Gram-Test ist negativ. Die Kolonien sind rot gefärbt. Das Hauptcarotinoid ist Flexixanthin. Der Katalase-Test ist negativ.

## Wachstum und Stoffwechsel
Thermoflexibacter ruber ist streng aerob und chemo-organotroph. Der Stoffwechsel ist die Atmung. Die höchste Temperatur für das Wachstum liegt zwischen 40 und 45 °C. Das Bakterium toleriert keinen Salzgehalt.

## Systematik
Thermoflexibacter ruber zählt zu der Ordnung der Cytophagales, die wiederum zu der Klasse Cytophagia gestellt wird. Die Gattung Thermoflexibacter wurde im Jahr 2017 erstellt, Thermoflexibacter ruber ist die Typart der Gattung. Eine Zuordnung zu einer Familie steht noch aus (Stand Juni 2019). Das Basonym der Art, Flexibacter elegans, wurde ursprünglich zu der Familie der Cytophagaceae, die ebenfalls in der Ordnung der Cytophagales geführt wird, gestellt. Erstbeschrieben wurde die Art im Jahr 1969 von Ralph A. Lewin. Aufgrund neuerer genetischer Untersuchungen der Arten der Abteilung Bacteroidetes stellte sich die ursprüngliche systematische Zuordnung vieler Arten der Gattung Flexibacter als nicht mehr haltbar dar und die Mehrzahl der Arten wurden anderen Gattungen zugestellt.

## Etymologie
Der Gattungsname Thermoflexibacter leitet sich von dem griechischen Adjektiv „thermos“ (heiß) und dem  lateinischen Adjektiv „flexus“ (gewunden) und dem griechischen Wort „baktron“ ab, was so viel wie Stab bedeutet, und bezieht sich auf die Zellform und auf die Wachstumstemperaturen, die Art zeigt noch Wachstum bei 40 und 45 °C. Der Artname T. ruber leitet sich von dem lateinischen Wort „ruber“ ab (rot) und bezieht sich auf die Farbe der Kolonien.